# Florilegium

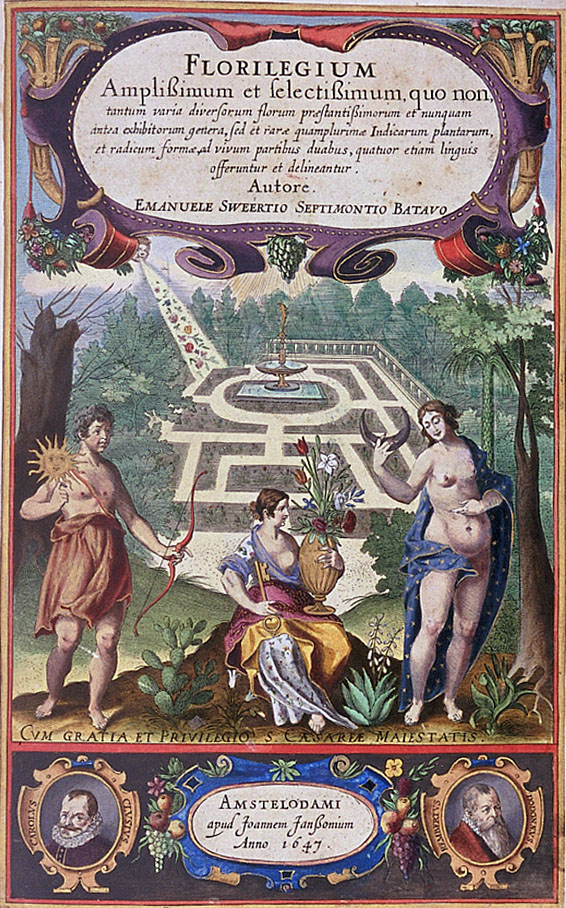
Frontespizio del Florilegium amplissimum et selectissimum di Emanuel Sweert.

Nel latino medievale, un florilegium (plurale: florilegia) era una raccolta di citazione o sententiae da altri scritti che deriva dalla tradizione del commonplace book. La parola deriva dall'unione del latino flos (fiore) e legere (raccogliere): letteralmente una raccolta di fiori, o una collezione di estratti dal corpo di un'opera più ampia. La parola rendeva letteralmente il greco anthologia (ἀνθολογία; "antologia"), con lo stesso significato etimologico.

## Uso medievale
I florilegi medievali erano raccolte sistematiche di brani tratti principalmente dagli scritti dei Padri della Chiesa, da autori paleocristiani, anche da Aristotele e talvolta da scrittori classici. Un esempio emblematico è il Manipulus florum di Tommaso d'Irlanda, completato all'inizio del XIV secolo. Lo scopo era quello di raccogliere brani che illustrassero determinati argomenti, dottrine o temi. Dopo il periodo medievale, il termine fu esteso a qualsiasi miscellanea o compilazione di carattere letterario o scientifico.
Comprendevano estratti di scritti di autori antichi e medievali, per lo più in versi, ma non mancavano anche opere di prosa.
I florilegi erano utilizzati nell'insegnamento e nella scrittura. Di norma, un estensore scriveva i versi che gli piacevano traendoli da varie poesie. Gli estratti, spesso modificati in termini di testo, erano solitamente organizzati in ordine alfabetico o di argomento. In questo modo, i florilegi fornivano informazioni sulla popolarità degli autori. D'altra parte, l'uso dei florilegi da parte di scrittori meno colti serviva a simulare una maggiore conoscenza della letteratura. Copie frequenti con abbreviazioni, modifiche e aggiunte rendevano più difficile la ricerca filologica.

## Cataloghi botanici
Il termine florilegium si applica anche letteralmente a un trattato sui fiori o a libri medievali dedicati alle piante ornamentali, a quelle medicinali o ritenute di grande utilità (descritte gli erbari).
L'emergere dell'illustrazione botanica come genere artistico risale al XV secolo, quando vennero stampati erbari (libri che descrivevano gli usi culinari e medicinali delle piante) contenenti illustrazioni di fiori. Con il progredire delle tecniche di stampa e l'arrivo di nuove piante in Europa dalla Turchia ottomana nel XVI secolo, individui facoltosi e giardini botanici commissionarono ad artisti di registrare la bellezza di queste piante esotiche nei Florilegia.  Questi ultimi ebbero un forte sviluppo nel XVII secolo, quando furono creati per ritrarre piante rare ed esotiche provenienti da luoghi lontani. I florilegi moderni cercano di registrare collezioni di piante, spesso ormai in via di estinzione, all'interno di un particolare giardino o luogo. Sono tra i libri più sontuosi e costosi a causa di tutto il lavoro necessario per produrli.

## Impiego
Il termine si applica in particolare a:
- una raccolta di dipinti di piante accurati dal punto di visto botanico e realizzati da illustratori a partire piante reali;
- un'antologia patristica nella letteratura cristiana;
- il titolo di una rivista scientifica pubblicata annualmente dalla Società canadese dei medievisti (Société canadienne des médiévistes)[4];
- il titolo di varie antologie letterarie, ad esempio di Giovanni Stobeo;
- il titolo di alcune raccolte di composizioni musicali, ad esempio, di Georg Muffat.